# 猪熊夫婦の駐在日誌
『猪熊夫婦の駐在日誌』（いのくまふうふのちゅうざいにっし）は、2004年から2007年までテレビ東京・BSジャパン共同制作「水曜ミステリー9」で放送されたテレビドラマシリーズ。全4回。主演は研ナオコ。
放送枠は「女と愛とミステリー」（第1作 - 第2作）、「水曜ミステリー9（第1期）」（第3作 - 第4作）。
舞台となる場所は、西伊豆戸田村（第1作）、千葉県勝浦鵜原（第2作）、山梨県富士（第3作）、茨城県鹿島神宮（第4作）。

## キャスト

### 猪熊家
猪熊靖子
演 - 研ナオコ
猪熊の妻で元医師。旧姓は「中村」。千葉県勝浦市鵜原の出身（第2作）。
猪熊喜三郎
演 - 地井武男
経歴：西伊豆警察署戸田村月浜駐在所（第1作）
→ 西河口湖駐在所（第3作）
駐在員。階級は巡査部長。カナヅチ（第1作）。

### ゲスト
第1作「西伊豆キャンプ場殺人事件」（2004年）
- 浅利正光（浅利電気 社長） - 布施博
- 宮沢春美（宮沢の妻） - 川上麻衣子
- 吉川哲（春美のいとこ・酒屋の店員） - 木下ほうか
- 浅利修子（浅利の妻） - 棟里佳
- 宮沢伸一（港小学校 教諭） - 井上康
- 稲沢忠司（静岡県警西伊豆警察署 捜査一課長） - 藤田宗久
- 浅利友樹（浅利と修子の息子・中学生） - 平野勇樹
- 漁師 - 斉藤文太、田口主将、北見誠
- 宮沢茜（宮沢と春美の娘） - 若松杏奈
- 福田稔（静岡県警西伊豆警察署 刑事課長） - 金田明夫
- 近所の主婦 - 町山あかね、しのへけい子、伊藤ゆきえ
- 内海昌三（内海医院 院長） - 山田吾一
- 三浦治朗（喫茶店「グリーン・バー」店主・元大学教授） - 寺田農
- 荒井眞理子、鈴木賢人、蒲谷兼太郎、真瀬皓介、戸津花菜実、古家亜紀、和田慎太郎、白川梨花

第2作「家路」（2005年）
- 五十嵐博信（小学校校長） - 竜雷太
- 五十嵐洋子（博信の妻） - 姿晴香
- 関哲雄（千葉県警銚子西警察署刑事課 警部補） - 金田明夫
- 野崎美穂（浩一の高校の同級生で恋人） - 野田よし子
- 森田慎司（千葉県警 刑事） - 井上康
- 五十嵐浩一（博信と洋子の長男） - 津田英佑
- 牧原寛治（浩一の高校の同級生・リフォーム会社経営） - 海部剛史
- 村岡省吾（美穂の元恋人） - 関貴昭
- 都賀滋（海の科学館 館長） - 車だん吉
- 岡島（健太の母） - 斉藤レイ
- 岡島健太 - 小林翼
- 中村義郎（靖子の父） - 坂上二郎
- 中村美佐子（靖子の母） - 石井トミコ
- 千葉県警銚子西警察署 刑事 - 吉川拳生
- 松野亜美 - 黒岩伶奈
- 里村幸男（町の住人・団子屋） - 鶴田忍
- 船津良輔（千葉県警銚子西警察署刑事課 署長） - 柴俊夫
- 小林すすむ、斉藤文太、志賀圭二郎、越村公一、花原照子、飯尾武人、武川修三、福島里美、沢本ゆきみ、古川桂次郎、高橋浩子、古橋育美、廣瀬佳子、小笠原隼

第3作「絆」（2006年）
- 吉井真紀（警視庁捜査一課 警部・元捜査二課） - 床嶋佳子
- 関哲雄（山梨県警河口湖警察署 捜査課長） - 金田明夫
- 内藤義之（「帝日リゾート開発」社長） - 中原丈雄
- 小田美雪（スナック「クイーン」従業員・優作の幼馴染） - 古川理科
- 戸崎優作（幸次郎の孫） - 北原雅樹
- 山村（山梨県警河口湖警察署 刑事） - 井上康
- 元山玄（老人会メンバー） - 江藤漢斉
- 善太（老人会メンバー） - 高松しげお
- 明美（スナック「クイーン」ママ） - 田村友里
- 文子（老人会メンバー） - 小林トシ江
- 東（世田谷東警察署 刑事） - 朝倉伸二
- 根岸（刑事） - 市山貴章
- 高山恒夫（闇金融「グローバー総業」社長） - 吉川拳生
- 戸崎幸次郎（老人） - 長門裕之
- 医師 - 鈴木正幸
- 里村幸男（まんじゅう屋） - 鶴田忍
- 加藤善博、染谷勝則、清郷流号、廣瀬佳子、大窪晶、早川亜希、岡田直也、長井貴人、小川光樹、石坂良磨

第4作「制服捜査〜遺恨〜」（2007年）
- 大城辰男（大工） - 六平直政
- 大西耕太郎（畜産家） - ベンガル
- 里村君江（幸秀の妻） - 柴田理恵
- 関春之（はまなす警察署刑事課 刑事） - 金田明夫
- 山村（はまなす警察署刑事課 刑事） - 井上康
- 篠崎征男（キャベツ農家） - 山田辰夫
- 篠崎章一（征男と菊枝の息子） - 斉藤陽一郎
- 篠崎菊枝（征男の妻・20年前死亡） - 日下由美
- 栗本（無職） - 吉満涼太
- 山内由香里（さかえ食堂 店員） - 仲音映里
- 山内浩也（由香里の息子） -  松川尚瑠輝
- 大西大輔（大西の息子） - 川畑寿真
- 野口（防犯協会会長） - 城後光義
- 半田（議員） - 立花伸
- 武田（村上工務店 社員） - 斉藤文太
- 居酒屋の店主 - 河井護
- 佐藤省一（地域課長） - 佐藤壱兵
- 村上徹三（村上工務店 社長） - ビートきよし
- 里村幸秀（和菓子屋） - 鶴田忍
- 片桐義夫（元駐在警官） - 織本順吉 ※高松英郎の撮影中途での急死に伴う変更

## スタッフ
- 原作 - 佐竹一彦、佐々木譲
- 脚本 - 西岡琢也、坂田義和、大久保昌一良、飯田武
- 監督 - 藤嘉行、吉田啓一郎、児玉宜久
- 音楽 - 遠藤浩二、渡辺博也
- 選曲 - 合田豊
- 技術協力 - 渋谷ビデオスタジオ、ジャパン・ヴィステック、オーエイギャザリング
- 美術協力 - テレビ朝日クリエイト
- 編集・MA - オムニバス・ジャパン、映広
- プロデュース - 橋本かおり、椿宜和、田野真憲、藤倉博
- 製作 - テレビ東京、BSジャパン、トスカドメイン、角川映画

## 放送日程
| 話数 | 放送日         | サブタイトル             | 原作                             | 脚本         | 監督       |
| ---- | -------------- | ------------------------ | -------------------------------- | ------------ | ---------- |
| 1    | 2004年04月28日 | 西伊豆キャンプ場殺人事件 | 佐竹一彦「猪熊喜三郎の駐在日誌」 | 西岡琢也     | 藤嘉行     |
| 2    | 2005年03月23日 | 家路                     | 佐竹一彦「駐在巡査」             | 坂田義和     | 吉田啓一郎 |
| 3    | 2006年03月01日 | 絆                       | 佐竹一彦「駐在巡査」             | 大久保昌一良 | 吉田啓一郎 |
| 4    | 2007年11月28日 | 制服捜査〜遺恨〜         | 佐々木譲「制服捜査」             | 飯田武       | 児玉宜久   |